# Sisu Nasu
Sisu Nasu – transporter opancerzony stworzony przez Sisu Auto dla fińskiej armii.